# Chlorophorus mediolineatus
Chlorophorus mediolineatus là một loài bọ cánh cứng trong họ Cerambycidae.